# Pidilizumab
Il pidilizumab (un tempo CT-011, secondo la Denominazione Comune Internazionale) è un anticorpo monoclonale umanizzato prodotto dalla casa farmaceutica statunitense Medivation e progettato per il trattamento di alcuni tipi di cancro e di malattie infettive. Inizialmente si pensava che il pidilizumab si legasse alla proteina 1 della morte cellulare programmata (PD-1), importante checkpoint immunitario, ma successivamente si è scoperto che il legame del pidilizumab con la cellula avviene sulla proteina delta-like 1 (DLL1), mentre il legame tra l'anticorpo e la PD-1 è secondario ed è ridotto alle forme non glicosilate o ipoglicosilate di questa proteina. Il pidilizumab inibisce i processi apoptotici nei linfociti, soprattutto nei linfociti T della memoria e nei linfociti T effettori.

## Studi clinici
Alcuni studi clinici effettuati sul pidilizumab e giunti alla fase II nel 2011 su pazienti affeti da linfoma diffuso a grandi cellule B hanno mostrato risultati incoraggianti; un altro studio in pazienti affetti da linfoma follicolare recidivante ha mostrato, anch'esso nella fase II, buoni risultati in caso di assunzione del farmaco rispetto al tasso di risposta alla terapia osservato con la somministrazione di altri farmaci. Un altro studio su pazienti di età pediatrica, giunto alla fase I/II, ha mostrato un incremento del tempo di sopravvivenza media nei pazienti affetti da glioma pontino intrinseco diffuso. È in corso di svolgimento un ulteriore studio clinico dell'anticorpo (in questo caso in associazione con un altro farmaco, la lenalidomide), effettuato su individui con mieloma multiplo.